# Route départementale 67 (Doubs)
Pour les articles homonymes, voir Route départementale 67.
La route départementale RD 67 est une route départementale du Doubs qui comporte deux sections, la première reliant la Haute-Saône à la route départementale RD 673 au niveau de Franois, la seconde reliant Besançon à Pontarlier (de Saône à Saint-Gorgon-Main) en passant par la vallée de la Loue.

## Histoire
Dans le Doubs, la route départementale 67 est en grande partie issue du déclassement de la route nationale 67 (RN 67) dans les années 1970. Avant ce déclassement, la RN 67 (route impériale 85 de 1811 à 1824) reliait à l'origine Saint-Dizier à la Suisse (via Chaumont, Langres, Besançon et Pontarlier). La section de l'ex-RN 67 entre Audeux et Besançon (via Champvans-les-Moulins, Pouilley-les-Vignes et Pirey) est renumérotée RD 70, alors que celles de Besançon à Saône et de Saint-Gorgon-Main à la Suisse ont été renumérotées RN 57.
Une partie de la RD 67 est classée en route à grande circulation par décret du 3 juin 2009 : la section courant de la limite de la Haute-Saône (commune de Burgille) à l'intersection avec la RD 673 (commune de Franois).

## Trafic
Le tableau suivant montre le trafic moyen journalier annuel (en véhicules par jour) :
| Dates | Sections                | Sections          | Sections       | Sections                 | Sections                       | Sections       | Sections                          | Sections                   | Sections                 | Sections                             | Sections                          | Sections                       |
| Dates | Haute-Saône - Recologne | Recologne - RD 70 | RD 70 - RD 233 | Carrefour avec la RD 233 | Carrefour avec la RD 233 - A36 | RD 11 - RD 673 | RN 57 (Saône) - RD 102 (Tarcenay) | RD 102 (Tarcenay) - RD 101 | RD 101 - RD 492 (Ornans) | RD 492 (Ornans) - RD 27 (Vuillafans) | RD 27 (Vuillafans) - RD 32 (Lods) | RD 32 (Lods) - RN 57 (La Main) |
| ----- | ----------------------- | ----------------- | -------------- | ------------------------ | ------------------------------ | -------------- | --------------------------------- | -------------------------- | ------------------------ | ------------------------------------ | --------------------------------- | ------------------------------ |
| 2010  |                         | 10 578            |                |                          |                                |                |                                   |                            |                          |                                      |                                   | 1 146                          |
| 2011  |                         |                   |                |                          |                                |                |                                   | 4 043                      | 5 938                    |                                      |                                   |                                |
| 2012  |                         | 11 013            |                | 8 110                    |                                |                |                                   |                            |                          |                                      |                                   |                                |
| 2013  |                         |                   |                |                          |                                |                |                                   |                            |                          | 2 356                                | 1 307                             |                                |
| 2014  |                         |                   | 9 073          | 8 300                    |                                | 13 763         | 6 051                             |                            |                          |                                      |                                   |                                |
| 2015  | 10 274                  |                   |                |                          | 8 531                          |                |                                   | 4 067                      | 7 578                    | 2 954                                | 1 753                             | 1 237                          |
| 2016  | 10 938                  |                   | 9 675          | 9 694                    | 9 653                          | 17 379         | 6 672                             |                            |                          |                                      |                                   |                                |
| 2017  | 11 079                  | 10 517            | 8 457          |                          | 8 465                          | 17 743         |                                   | 5 001                      | 8 317                    | 3 166                                | 1 847                             | 1 352                          |